# Karen Andersdatter
Karen Andersdatter, död 1673, var älskarinna till Kristian IV av Danmark från 1613, och mor till tre barn med honom, varav en var en av tre erkända utomäktenskapliga sönerna till kungen, Hans Ulrik Gyldenløve.

## Biografi
Karen Andersdatters föräldrar var Anders Hansen, tjänsteman vid Bremersholms varv i Köpenhamn, och Bodil Knudsdatter.
Förhållandet med kungen varade ungefär tre år. Hon lämnade hovet ca 1615, förmodligen på grund av kungens giftermål med Kirsten Munk. 1616 förlänades hon ön Ven i Öresund, som då tillhörde Danmark, och därtill ett väl tilltaget apanage. Hon fick också livspension och senare ett antal egendomar i Köpenhamn. Ett tiotal år senare blev det känt att hon ämnade gifta sig med en studerad man, vid namn Niels Nelausen, och då drogs alla hennes förmåner in.
Med Kristian IV hade hon två döttrar, samt sonen Hans Ulrik Gyldenløve (1615–1645), som var sjöofficer och länsman på Kronborg slott i Helsingör. Administrationen av Ven överfördes 1642 till Hans Ulrik Gyldenløve.